# Sangre joven, almas viejas
«Sangre joven, almas viejas» (título original: Young Blood, Old Souls) es el decimonoveno episodio y el final de temporada de la primera temporada de la serie de televisión animada estadounidense The Owl House, y el decimonoveno episodio en general. El episodio fue dirigido por Stephen Sandoval, y el guion para televisión fue escrito por Dana Terrace y Rachel Vine, a partir de una historia de Zach Marcus, Molly Ostertag, John Bailey Owen, Dana Terrace y Rachel Vine.
«Sangre joven, almas viejas» se lanzó por primera vez en DisneyNow y Video bajo demanda el 29 de agosto de 2020 y se emitió más tarde ese mismo día en Disney Channel. Recibió una recepción mixta por parte de los críticos.

## Trama
Continuando con «Agony of a Witch», Luz Noceda se prepara para rescatar a Eda, con King uniéndose a ella. King explica cómo la magia alguna vez fue salvaje, hasta que llegó un brujo misterioso llamado Belos, afirmando que podía «hablar con la isla». Belos estableció el sistema del aquelarre, lo que lo convirtió en el brujo más poderoso y, finalmente, en Emperador de las Islas Hirvientes. Bajo el gobierno de Belos, las brujas que no eligen un aquelarre son castigadas con la petrificación. Lilith lleva a su hermana, Eda, a Belos, con la esperanza de que él elimine su maldición. Pero, en cambio, ordena que Eda sea petrificada y que Lilith destruya al palisman de Eda, Owlbert.
Luz y King son atrapados cometiendo un crimen a propósito para ingresar al Conformatorio, donde se encuentra recluida Eda. Luz encuentra a Eda y logra hablarle en su forma de monstruo. Eda le dice a Luz que Belos quiere el portal al mundo humano y que necesita regresar a casa y destruirlo. Cuando se llevan a Eda, Luz pelea con Lilith y ambas pasan por el portal al mundo humano. Lilith admite que maldecir a Eda fue un error (pensó que la maldición solo duraría un día), ya que quería ingresar al Aquelarre del Emperador, pero Eda estaba dispuesta a renunciar por ella. Después de devolver a Owlbert a Luz ileso como señal de confianza, regresan juntos a las Islas Hirvientes para rescatar a Eda.
Lilith planea quedarse en el Aquelarre del Emperador para espiar a Belos, pero ella y King son capturados, dejando a Luz sola para enfrentarse a Belos. Mientras tanto, Willow y Gus animan a la gente a animar la liberación de Eda. Luz, dominada por Belos, tiene la opción de entregar el portal al mundo humano (Belos afirma que no tiene intenciones de dominar el mundo, en lugar de quererlo para otro propósito) o hacer sufrir a Eda. Luz entrega el portal, pero lo quema al salir. Luz logra rescatar a Eda, King y Lilith, mientras Belos informa a los ciudadanos que Eda está perdonada. Después de escapar, Lilith usa su magia para compartir la maldición de Eda, lo que hace que Eda vuelva a la normalidad, pero tanto su magia como la de Lilith se debilitan.
Más tarde, Luz hace un mensaje de video para su madre, prometiéndole que encontrará el camino de regreso a casa. Mientras tanto, Belos envía una figura enmascarada para espiar a los residentes de la Casa Búho mientras usa los restos del portal para construir otro, diciendo que será necesario para un evento llamado «Día de la Unidad».

## Producción

### Escritura
Las primeras letras de los títulos de los episodios de la primera temporada deletrean «UNA BRUJA PIERDE UN VERDADERO CAMINO» siendo este episodio la «Y». En este episodio, se reveló que se refería a que Luz perdió su único «verdadero camino» a casa cuando destruyó el portal.

### Casting
Sarah-Nicole Robles, Wendie Malick y Alex Hirsch interpretan las voces de Luz Noceda, Edalyn «Eda» Clawthorne y King, respectivamente. Las estrellas invitadas en el episodio incluyen a Issac Ryan Brown como la voz de Augustus «Gus» Porter, Tati Gabrielle como la voz de Willow Park, Cissy Jones como la voz de Lilith Clawthorne, Mela Lee como la voz de Kikimora, Bumper Robinson como la voz de Hieronymus Bump y Matthew Rhys como la voz del emperador Belos, todos papeles recurrentes que regresan de episodios anteriores de la temporada.

### Diseño

#### Secuencia de créditos finales
Este episodio presentó una actualización de la secuencia de créditos finales con la gema de Eda y el ojo izquierdo cambiando de color, coincidiendo con su apariencia en este episodio después de que Lilith compartió la maldición de Eda.

## Lanzamiento
«Sangre joven, almas viejas» se lanzó por primera vez en DisneyNow y Video bajo demanda el 29 de agosto de 2020 y se emitió por primera vez ese mismo día en Disney Channel.

## Recepción
Kevin Johnson de The A.V. Club le dio al episodio una «B», afirmando que el episodio fue un «final agradable, tenso e intrigante» que también «expone sin darse cuenta los defectos generales» del programa. Una de esas fallas que Johnson sintió que se destacó en este episodio fue la consistencia del programa con su representación de la magia, contrastándolo con programas como Steven Universe y Gravity Falls que «realmente se esforzaron para hacer que los detalles fueran coherentes para que el mundo en general y la premisa se destaquen», mientras que «The Owl House simplemente se siente inestable y amplia». Sin embargo, elogió la animación y la dirección de arte, afirmando que «el episodio (y el programa en su conjunto) realmente puede aportar algo de poder visceral dentro del marco». David Kaldor de Bubbleblabber le dio al episodio un «5/10», afirmando que «aparte de cumplir de manera competente ese propósito como final», no tenía «muchas cosas positivas que decir al respecto».